# Hans-Dieter Mey
Hans-Dieter Mey (* 23. Juni 1944; † 16. Januar 2024) war ein deutscher Kommunalpolitiker (CDU).
Hans-Dieter Mey war ein Sozialarbeiter. Nach der Berliner Wahl 1981 wurde er von der Bezirksverordnetenversammlung (BVV) im Bezirk Neukölln zum Bezirksstadtrat für Sozialwesen gewählt. Im Mai 1992 wurden die Bezirksverordnetenversammlungen in Berlin neu gewählt, und der bisherige Neuköllner Bezirksbürgermeister Heinz Buschkowsky (SPD) verlor sein Amt. Neuer Bezirksbürgermeister wurde daraufhin Mey (CDU). Bereits vor der Wahl im Oktober 1995 erklärte er im Januar, dass er nicht erneut zur Verfügung stehe. Sein Nachfolger im Amt wurde daher Bodo Manegold (CDU).